# Litsea sepikensis
Litsea sepikensis är en lagerväxtart som beskrevs av André Joseph Guillaume Henri Kostermans. Litsea sepikensis ingår i släktet Litsea och familjen lagerväxter. Inga underarter finns listade i Catalogue of Life.